# Džamšédpur
Džamšédpur (hindsky जमशेदपुर) je město v indickém svazovém státě Džhárkhandu. K roku 2011 mělo samotné město přes 630 tisíc obyvatel a včetně své  aglomerace přes 1,3 miliónu obyvatel. Je tak největším městem Džárkhandu, neboť má více obyvatel i než Ráňčí, hlavní město.
Od roku 1962 je střediskem džamšedpurské diecéze.

## Dějiny
Džamšédpur je jmenuje k poctě významného indického průmyslníka Džamšéddžího Táty, zakladatele skupiny Tata. Ten ke konci svého života započal projekt, jehož cílem mělo být postavit v Indii moderní ocelárnu a k ní i přilehlé město. Jeho syn v projektu pokračoval i po jeho smrti a v roce 1907 bylo definitivně vybráno místo a bylo započato s výstavbou. Původně se město jmenovalo podle vesničky, která na místě předtím stála, ale v roce 1919 bylo přejmenováno na Džamšédpur.